# Aek Kanopan
Aek Kanopan é a capital do distrito de Labuhanbatu do Norte, que fica na província de Sumatra do Norte, na Indonésia. Administrativamente, Aek Kanopan é um subdistrito do subdistrito de Kualuh Hulu. Vários escritórios do governo de North Labuhanbatu estão localizados em Aek Kanopan. A área desta área é de 12,33 km², com uma população em 2021 de cerca de 18.089 pessoas.